# Jawa 250/623 UŘ
Jawa 250/623 UŘ je motocykl, vyvinutý firmou Jawa, vyráběný v letech 1970–1972. Předchůdcem byl model Jawa 250/592, nástupcem se stal typ Jawa 250/623 Bizon.

## Technický popis
Základem unifikované řady – UŘ – byla myšlenka vyrábět motocykly různých kubatur (125, 175, 250 a 350 cm³) s jednotným designem a maximální unifikací dílů. Model vznikl v roce 1968 v domnění, že na trhu jsou žádané kapotované stroje. Design je kontroverzní a neměl prodejní úspěch pro neschopnost uvést řadu do výroby a dále pro nevhodnost neortodoxního řešení pro monopolního odběratele motocyklů Jawa – Sovětský svaz. Koncem šedesátých let byla vyrobena omezená série asi 120 motocyklů všech kubatur. Designově je podobný tehdejším motocyklům MZ. Motor má dobrý výkon, podvozek je slabší. Motocykl má dvojitý otevřený rám s palivovou nádrží, na kterou navazuje plášť předního světlometu, a v ní je vsazený tachometr včetně spínací skřínky. Výsledkem bylo, že motocykl zatáčející do zatáčky svítil při velkém rejdu mimo vozovku. V té době u Jawy pro kubaturu 250 cm³ neobvyklý dvouválcový motor je uložen zespod kolébkového rámu a je uchycený držáky po obou stranách u karburátoru. Pro jeho stavbu byly použity dva zcela nové hranaté válce převzaté z Californiana. K němu byly stvořeny hranatější kartery se čtyřstupňovou převodovkou se spojkou v olejové lázni. Zavěšení motoru v rámu vychází ze soutěžního motocyklu Jawa, lidově nazývaného Banán.

## Technické parametry
- Rám:
- Suchá hmotnost:
- Pohotovostní hmotnost:
- Maximální rychlost: 125 km/h
- Spotřeba paliva: 3,5 l/100 km

## Fotogalerie

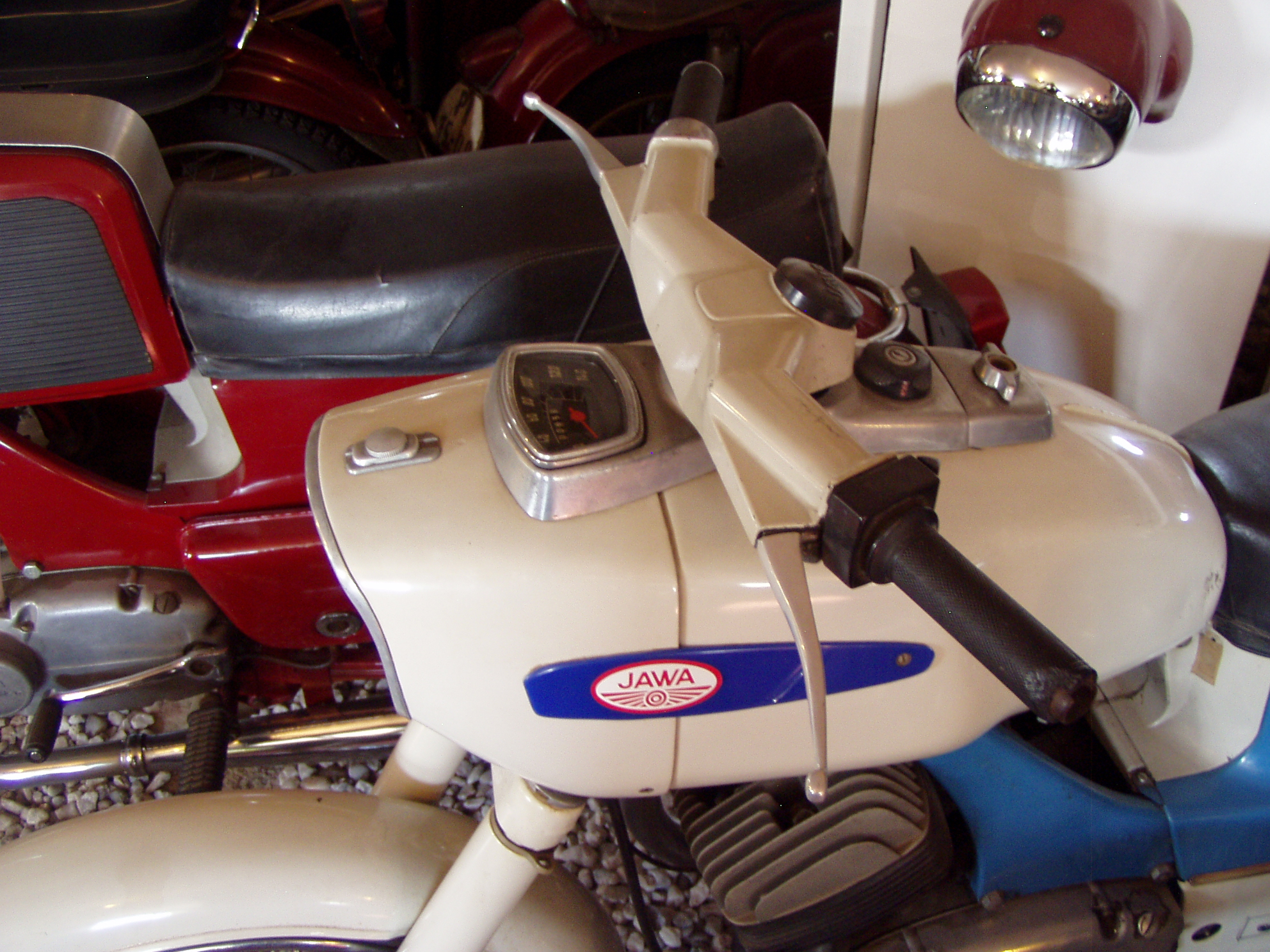
Jawa 250/623 UŘ – detail